# Réserve naturelle nationale de l'île de la Platière
La réserve naturelle nationale de l'île de la Platière (RNN79) est une réserve naturelle nationale située en Auvergne-Rhône-Alpes. Classée en 1986, elle occupe une surface de 483,3 hectares et protège une île du Rhône, l'île de la Platière. Sa gestion est confiée au Conservatoire d'Espaces Naturels de l'Isère. Elle est englobée par une zone Natura 2000 plus large.

## Localisation

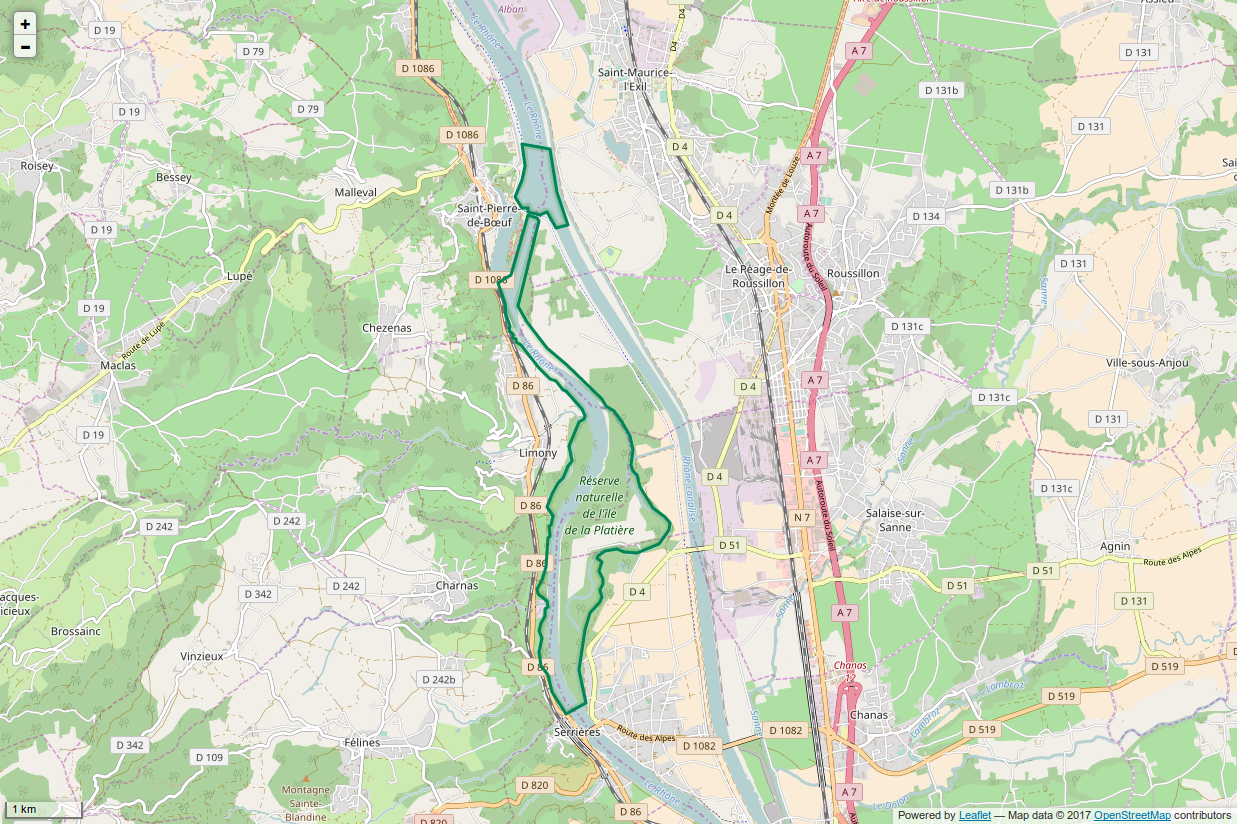
Périmètre de la réserve naturelle.

Le territoire de la réserve naturelle est dans les départements de l'Isère, de l'Ardèche et de la Loire sur les communes de Limony, Péage-de-Roussillon, Sablons, Saint-Pierre-de-Bœuf, Salaise-sur-Sanne, Serrières. Il a la forme d'un ruban de largeur variable d'environ 10 km de longueur entourant le cours du Rhône.

## Écologie (biodiversité, intérêt écopaysager…)
Le site abrite une mosaïque de milieux (lônes, fleuve, mares, prairies sèches, prairies alluviales, forêts alluviales, etc.) permettant à la faune et la flore de prospérer.

### Flore
Voir l'article Flore de l'Ile de la Platière.

### Faune
Pour les mammifères, on peut noter la présence de la Loutre d'Europe, de retour depuis 2010 alors qu'elle avait disparu de l'île. Son régime alimentaire se compose essentiellement de poissons, mais aussi de grenouilles, de crustacés et de mollusques. Plus gros rongeur d’Europe, le Castor, est un animal emblématique du Rhône. Son régime alimentaire est constitué d'écorces et de feuilles d’arbres tendres tels que les saules et les peupliers présents sur les berges du fleuve.

Parmi les amphibiens, le Crapaud Calamite est une espèce pionnière qui se reproduit dans des mares temporaires, c’est pourquoi le développement de ses œufs et têtards est très rapide.

Dans les odonates, on recense plusieurs espèces de gomphes (libellules) dont la Gomphe à pattes jaunes. Plus de 60 espèces de papillons sont présentes sur le site grâce à la présence de prairies. Certaines sont particulièrement remarquables comme l'Azuré du serpolet. Une autre espèce, le Petit Mars changeant est typique des boisements alluviaux. Sa chenille se développe sur les saules blancs et les peupliers noirs.

Les reptiles comptent la Couleuvre à collier et la Couleuvre vipérine.

## Intérêt touristique et pédagogique
La réserve naturelle de l’île de la Platière a une superficie d’environ 500 ha. Entre Lône et Vieux Rhône, vous pouvez cheminer au travers de la forêt alluviale. L'ambiance « petite jungle » est garantie ! Dans l’Espace Naturel Sensible (ENS) du méandre des oves, une mare pédagogique vous permet d’être au plus près de la vie aquatique. Profitez également des points de vue sur une prairie sèche et sur le vieux Rhône pour faire de belles observations ! Le site Natura 2000 couvre environ 12 km de fleuve et des terrains voisins, avec le double objectif de préserver la biodiversité et de valoriser les territoires. L’accès aux sites naturels est libre tout au long de l’année sauf en cas de crue ou de vents forts (sites au bord de la Via Rhôna pour un accès en déplacement « doux »).

## Administration, plan de gestion, règlement
La réserve naturelle est gérée par l'Association des Amis de l'Île de la Platière.
Le siège de la réserve naturelle est situé à la Ferme des Oves et dépend du Péage-de-Roussillon.

### Outils et statut juridique
La réserve naturelle a été créée par un décret du 6 mars 1986.